# Sân vận động Hoa Lư
Sân vận động Hoa Lư là một sân vận động ở trung tâm Thành phố Hồ Chí Minh, Việt Nam. Sân nằm tại góc đường Đinh Tiên Hoàng và Nguyễn Thị Minh Khai, Quận 1, mở cổng ở đường Đinh Tiên Hoàng. Đây là nơi huấn luyện của các đội tuyển trẻ và năng khiếu thể dục thể thao như bóng đá, điền kinh, bóng chuyền, bóng bàn, bắn cung, cờ vua,... đồng thời là nơi rèn luyện sức khỏe của người dân.